# Тройная неприятность
«Тройная неприятность» (англ. Triple Trouble, другое название — Charlie’s Triple Trouble) — немой короткометражный фильм, смонтированный студией «Эссеней» из фрагментов картин Чарльза Чаплина «Полиция», «Работа» и «Жизнь» (неокончена) и выпущенный 11 августа 1918 года. Отдельные сцены были досняты Лео Уайтом.

## Сюжет
Чарли устраивается уборщиком в дом полковника А. Натта и не слишком преуспевает на работе, скорее разбрасывая мусор по дому, чем убирая его. Полковник является изобретателем нового вида взрывчатки, и группа иностранных «дипломатов» хочет заполучить её. Однако Натт не желает давать им заветную формулу, и они решают взять её силой, нанимая с этой целью вора Билла. Один из полисменов случайно подслушивает этот разговор и вскоре дом полковника заполняют «кистоуновские полицейские».
По окончании рабочего дня Чарли отправляется в ночлежку, где вынужден утихомиривать поющего пьяницу, и сталкивается с карманником. После того, как Чарли грабит его, в ночлежке начинается побоище. Сбежав оттуда, уборщик встречает нанятого дипломатами Билла, который оказывается его старым приятелем и уговаривает Чарли помочь ему. Прибыв в дом полковника, они обнаруживают полицейских. Начинается традиционная суматоха, которая приводит в конце концов к взрыву изобретения полковника.

## В ролях
- Чарли Чаплин — Чарли, уборщик
- Эдна Пёрвиэнс — кухарка
- Лео Уайт — главный «дипломат» / хозяин ночлежки
- Билли Армстронг — повар / карманник
- Уэсли Рагглз — Билл, вор
- Бад Джемисон — бродяга в ночлежке
- Джеймс Т. Келли — поющий пьяница
- Альберт Остин — полицейский
- Пэдди Макгуайр — бродяга в ночлежке
- Снуб Поллард — бродяга в ночлежке

## Интересный факт
Поскольку фильм был выпущен после ухода Чаплина из «Эссеней», то некоторые актёры, участвовавшие в оригинальных кадрах и не снимавшиеся в сценах Лео Уайта, были заменены другими людьми в тех же костюмах и гриме (например, повар и вор Билл).